# Hartkirchen
Hartkirchen är en ort och kommun  i Österrike. Den ligger i distriktet Eferding i förbundslandet Oberösterreich, 170 kilometer väster om huvudstaden Wien.
Kommunen består av 37 orter (Ortschaften) (inom parentes invånarantal 1 januari 2024):

- Deinham (116)
- Dorf (36)
- Gfehret (40)
- Gstaltenhof (6)
- Hachlham (154)
- Hacking (56)
- Hainbach (89)
- Haizing (243)
- Hartkirchen (1 044)
- Hart ob Hacking (14)
- Hart ob Haizing (28)
- Hilkering (174)
- Hinteraigen (21)
- Hinterberg (3)
- Hörmannsedt (42)
- Karling (453)
- Kellnering (142)
- Knieparz unter der Leithen (25)
- Koppl (90)
- Lacken (46)
- Mußbach (103)
- Oed in Bergen (53)
- Paching (39)
- Pfaffing (51)
- Poxham (121)
- Pupping (4)
- Rathen (52)
- Reith (28)
- Rienberg (65)
- Schaumberg (168)
- Schönleiten (34)
- Senghübl (74)
- Steinwand (94)
- Vornholz (171)
- Wolfsfurth (7)
- Würting (47)
- Zagl (31)